# Irène Joliot-Curie
Irène Joliot-Curie (París, 12 de septiembre de 1897-París, 17 de marzo de 1956) fue una física, química y activista antifascista francesa. Galardonada, junto a su marido Frédéric Joliot, con el premio Nobel de Química en 1935 por descubrir la radioactividad inducida o radioactividad artificial. Fue una de las tres primeras mujeres en ser miembro de un gobierno en Francia, al ser nombrada Subsecretaria de Estado para la Investigación Científica por el Frente Popular en 1936. Activista por los derechos de las mujeres, aceptó el puesto por un período limitado predefinido de tres meses para apoyar las causas de la mujer y de la investigación científica.

## Biografía

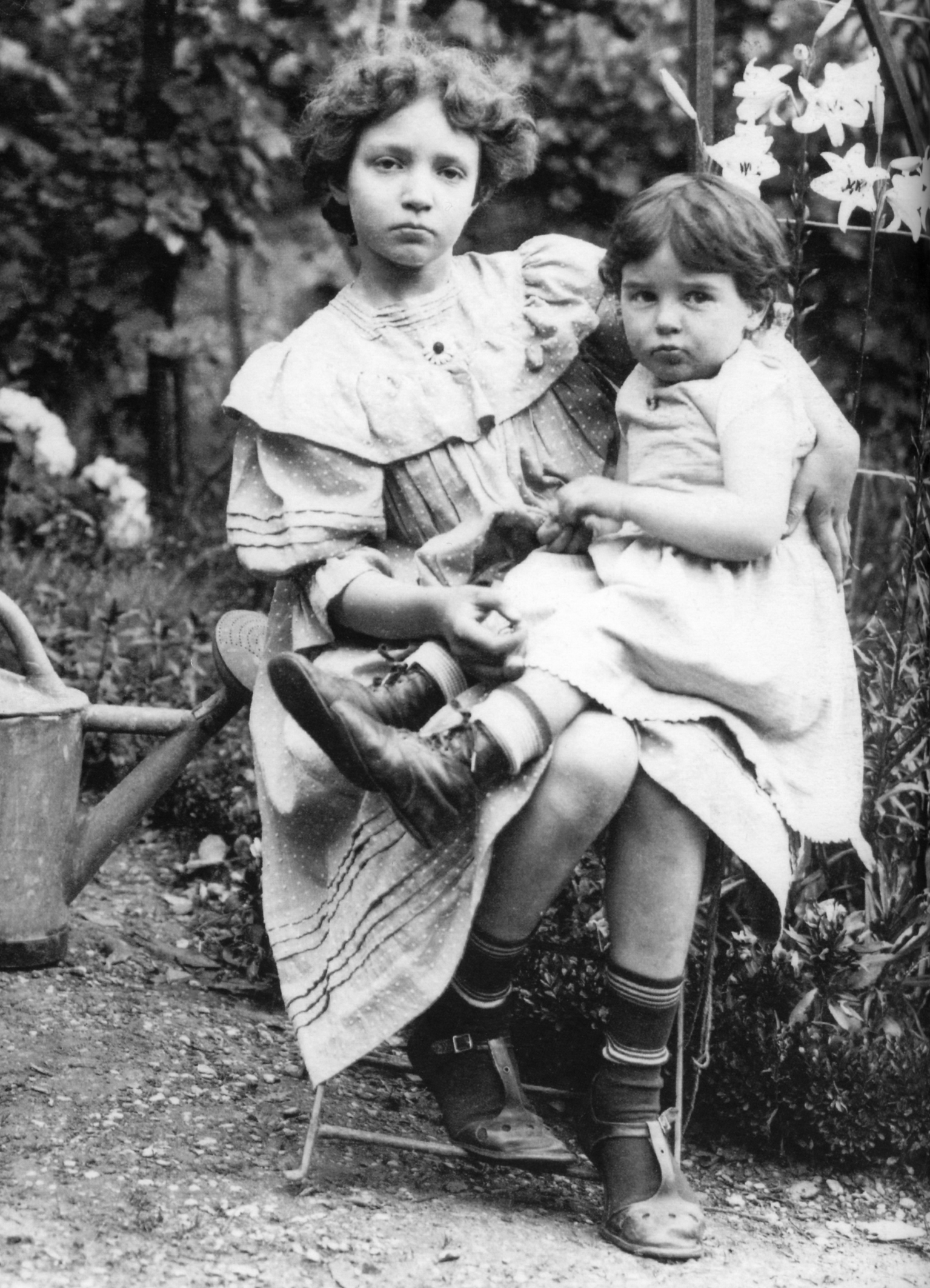
Irène Curie (a la izquierda) y su hermana Ève (1908).

Nació en París, siendo la hija mayor de Marie Curie (Nobel de Física en 1903 y de Química en 1911) y Pierre Curie (Nobel de Física en 1903). Tras la muerte accidental de su padre el 19 de abril de 1906, Irène y su hermana Ève fueron educadas de 1907 a 1909 en una «cooperativa de enseñanza» creada por Marie con sus amigos universitarios, que enseñaron cada uno según su especialidad.
Finalizó los estudios de secundaria en el Colegio de Sévigné, una escuela independiente en el centro de París. Ingresó en la Facultad de Ciencias de la Universidad de París en octubre de 1914 para estudiar física y matemáticas. Durante la Primera Guerra Mundial  obtuvo un diploma de enfermera y apoyó a su madre en el servicio de radiología del ejército francés con las llamadas petites curies, ambulancias radiológicas. Extendió el trabajo dirigiendo el desarrollo de los dispositivos de diagnóstico de rayos X en instalaciones de hospitales militares de Bélgica y Francia. A pesar de las reticencias iniciales de los médicos militares, Irène consiguió ganarse su respeto al informarles del emplazamiento preciso de los proyectiles alojados en el cuerpo de los heridos, contribuyendo así a salvar la vida de muchos de ellos. Tras la guerra recibió por estos trabajos la Medalla Militar.
Acabada la guerra fue nombrada ayudante de su madre en el Instituto del Radio de París, posteriormente conocido con el nombre de Instituto Curie. Ayudante de su madre desde 1919 trabajó también en sus propias investigaciones y obtuvo el doctorado en Ciencias en 1925.
Conoció al asistente personal de su madre, Frédéric Joliot, con quien se casó el 8 de octubre de 1926 adoptando el apellido conjunto Joliot-Curie. Poco después nació su hija Hélène, en 1927, y cinco años más tarde Pierre, en 1932, mientras Irène trabajaba con su marido en la investigación de los neutrones. Juntos descubrieron la radioactividad artificial en enero de 1934, y por ello fueron reconocidos con el Premio Nobel de Química en 1935. 
Ambos formaban parte de una red de científicos con vocación social, positiva y universal de la ciencia. En 1934, su madre Marie falleció de leucemia, enfermedad habitual de la época para quienes trabajaban sin protección suficiente contra la radiactividad.  

### Compromiso antifascista
En 1934, debido del aumento del fascismo y los disturbios de las ligas de extrema derecha del 6 de febrero, Irène Joliot-Curie se involucra activamente en política. Durante un breve periodo fue miembro de la Sección Francesa de la Internacional Obrera (SFIO) aunque se apartó de la organización porque no estaba de acuerdo con la no intervención del gobierno de Blum para defender la república española. Tras su contacto con la SFIO participó en el Comité de Vigilancia contra el Fascismo, fundado por el físico comunista Paul Langevin, de quien era amiga próxima: «Hemos venido a declarar a todos los trabajadores, nuestros camaradas, nuestra resolución de luchar con ellos para salvar contra una dictadura fascista lo que el pueblo ha ganado en materia de derechos y libertades públicas», afirmaron en su manifiesto.  

Apoyó el Frente Popular y en junio de 1936 fue nombrada por Léon Blum Subsecretaria de Estado para la Investigación Científica, convirtiéndose con la socialista Suzanne Lacore y la radical Cécile Brunschvicg, en las primeras tres mujeres en la historia de Francia en formar parte del gobierno, en una fecha en la que las mujeres francesas aún no tenían derecho al voto (lo obtendrán en 1944). Sufrió la misoginia imperante en la época: era Premio Nobel en 1935 y Subsecretaria de Estado en 1936, pero su ministro, Jean Zay, a pesar de todo, le prohibió hablar en la Asamblea Nacional. Por razones de salud, junto a divergencias con Léon Blum porque éste estaba en contra de involucrarse en la defensa de la república española amenazada por los franquistas, a los tres meses dejó el cargo y le sucedió Jean Perrin, Premio Nobel de Física de 1926. Irène logró definir, sin embargo, algunas orientaciones importantes para una política pública de investigación: aumento de los sueldos y becas de los investigadores e incremento del presupuesto de investigación.

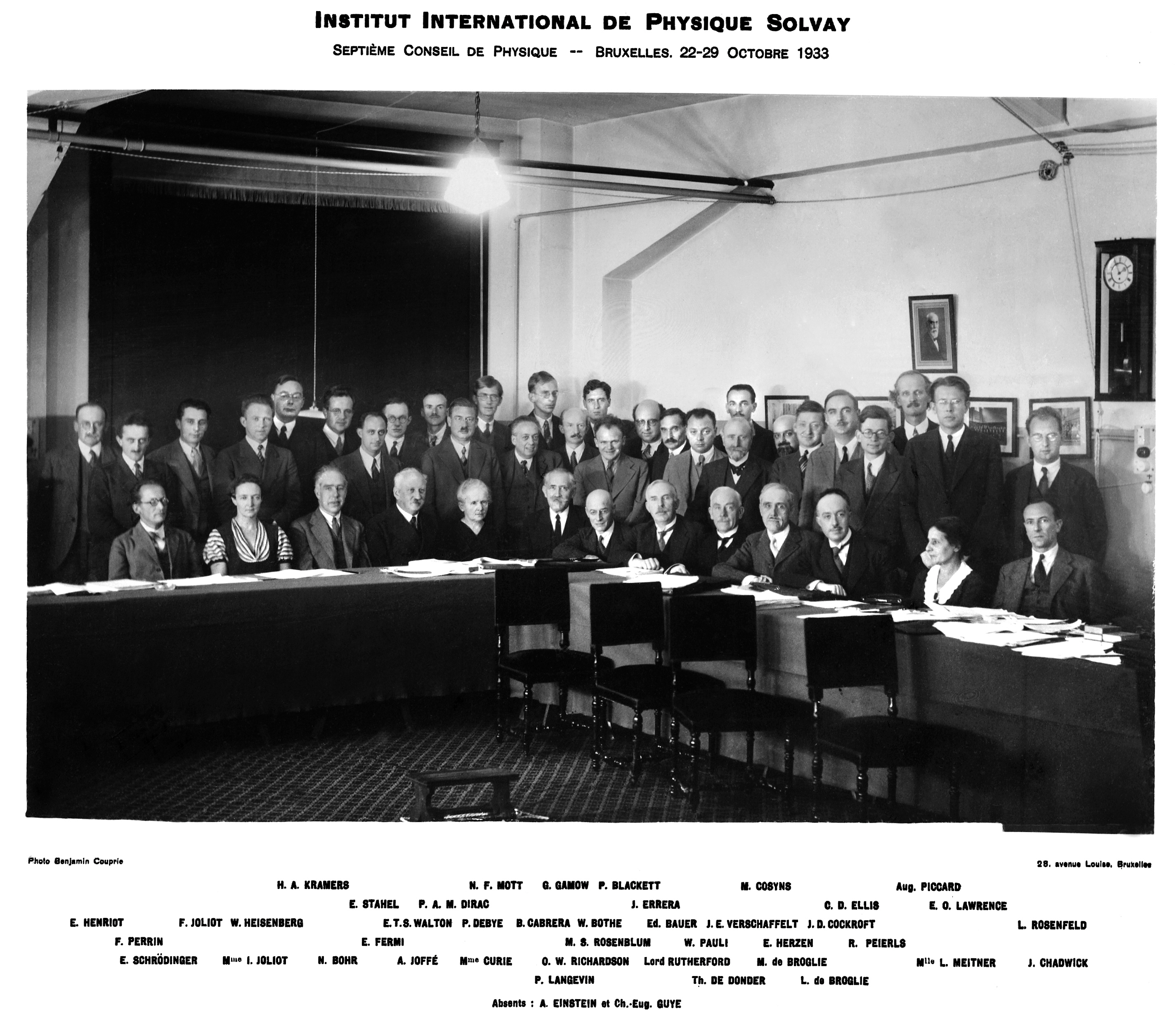
Séptima Conferencia Solvay en 1933. Irène Joliot-Curie está sentada, la segunda por la izquierda, entre Erwin Schrödinger y Niels Bohr, y justo delante de su marido

Durante la Segunda Guerra Mundial decidió quedarse en Francia a pesar de la ocupación alemana y a causa de sus problemas de salud, que le obligaron a estancias frecuentes en el sanatorio de Dordoña o en el de la Alta Saboya. Escondió el radio cerca de Périgueux y protegió a investigadores judíos y miembros de la resistencia. Desde el momento que su marido entró en clandestinidad, se trasladó a Suiza para proteger a sus hijos. Atravesó la frontera el 6 de junio de 1944 y no regresó hasta septiembre.
En enero de 1945 fue nombrada comisaria de la energía atómica; era la única mujer entre cinco comisarios. Contribuyó al desarrollo de la primera pila atómica francesa, Zoé, que se puso en marcha el 12 de diciembre de 1948.
Fue «compañera de ruta» del Partido Comunista Francés (PCF) del que su marido fue miembro activo, aunque nunca se adhirió.  En 1945 asumió la vicepresidencia de la Unión de Mujeres Francesas y formó parte del Comité Mundial para la Paz y el Desarrollo e intervino en el Congreso Mundial de Mujeres contra la Guerra y el Fascismo.
Tras la explosión de las bombas atómicas en Hiroshima y Nagasaki en 1945, militó contra el uso militar de la energía nuclear. Apoyó en un principio a la URSS, y firmó el llamamiento de Estocolmo en 1950 contra el uso militar de la energía atómica con Albert Einstein y Bertrand Russell y después el manifiesto por la paz de Russell-Einstein en 1955. 
En paralelo a su actividad política, continuó con la enseñanza y sus trabajos de investigación, en particular sobre la radiactividad de los minerales y los materiales. En 1946 fue profesora de física y de radiactividad en la Sorbona y sucedió a André Debierne, su tutor familiar y sucesor de Marie Curie, como patrona del Instituto del Radio.
Fue apartada de la Comisión Francesa de Energía Atómica en 1951 por sus simpatías con el Partido Comunista Francés. A pesar de que su trabajo fue reconocido a nivel internacional, entre 1951 y 1954 fue rechazada en cuatro ocasiones como miembro de la Real Academia de Ciencias; decidió representarse a sí misma en cada oportunidad para denunciar la exclusión de la mujer de esta institución. No fue hasta 1962 que una mujer, Marguerite Perey, alumna de Marie Curie y colaboradora de Irène Joliot-Curie, ingresó por primera vez en la Academia de Ciencias como miembro correspondiente. «Los inmortales no quieren mujeres» escribió,  recordando que su madre Marie Curie fue también rechazada en 1910.
En 1954 fue encargada de crear un nuevo centro de investigación universitaria en Orsay. Su objetivo fue construir un acelerador de partículas en Orsay que se hizo realidad unas semanas antes de morir . Irène Joliot-Curie murió el 17 de marzo de 1956 en su residencia de París a consecuencia de una leucemia, al igual que su madre, resultante de una sobreexposición a la radiación en el curso de sus trabajos.

## Investigaciones científicas

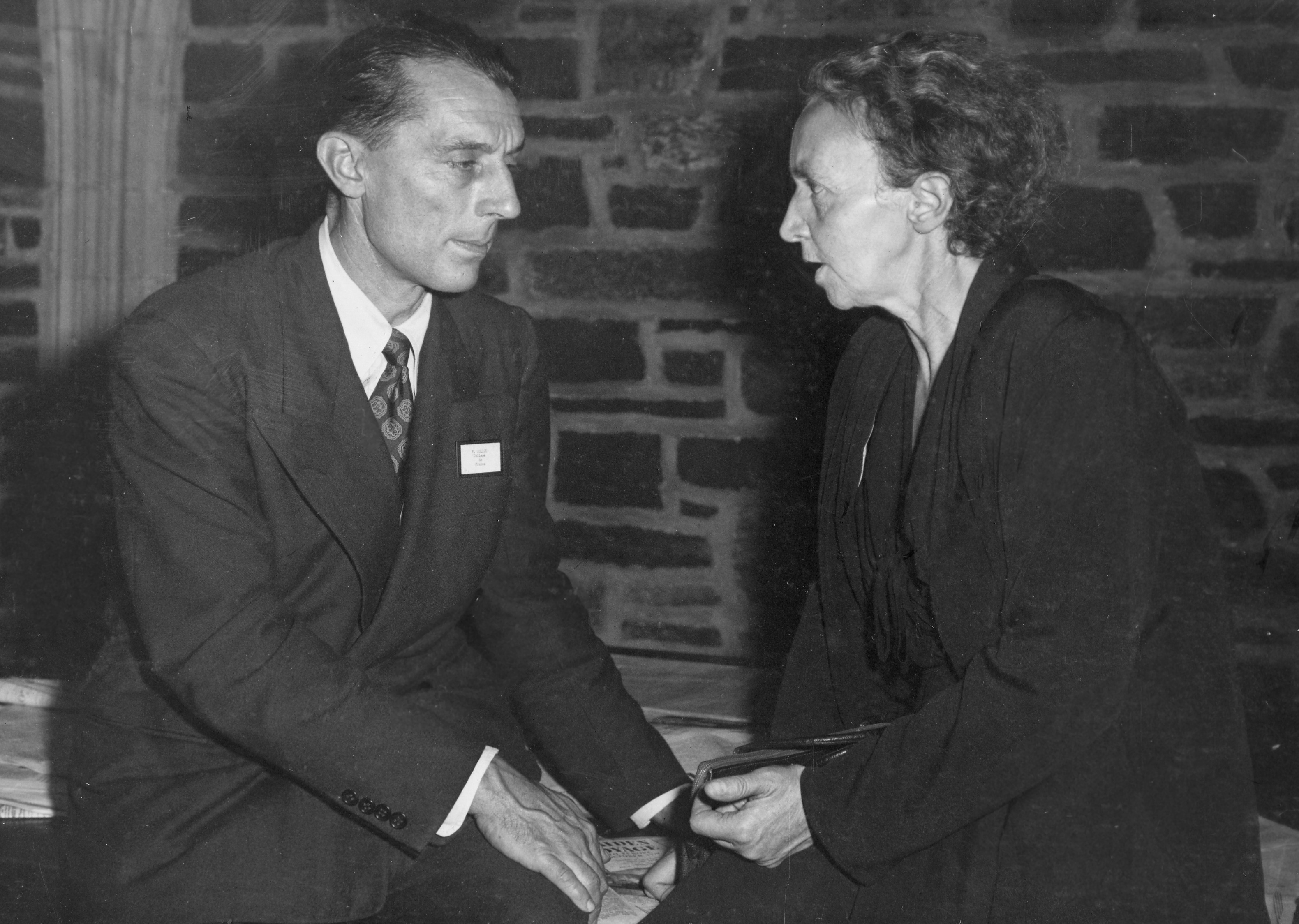
Irène Curie y Frédéric Joliot (1934)

Junto con su marido inició investigaciones en el campo de la física nuclear, buscando la estructura del átomo, en particular en la estructura y proyección del núcleo. Sus investigaciones fueron fundamentales para el posterior descubrimiento del neutrón en 1932, y en 1934 consiguieron producir artificialmente elementos radiactivos.
En 1935 ambos científicos fueron galardonados con el Premio Nobel de Química «por sus trabajos en la síntesis de nuevos elementos radiactivos». Los dos trabajaron en las reacciones en cadena y en los requisitos para la construcción acertada de un reactor nuclear que utilizara la fisión nuclear controlada para generar energía mediante el uso de uranio y agua pesada. 